# Österreichische Waffenfabriksgesellschaft
La Österreichischen Waffenfabriks-Gesellschaft (ÖWG) è stata un'azienda austriaca, attiva dal 1864 al 1926.

## Storia
Fu fondata come fabbrica di armi il 16 aprile 1864 da Josef Werndl a Steyr come Josef und Franz Werndl & Comp., Waffenfabrik und Sägemühle e nel 1869 diventò una società per azioni prendendo la denominazione di Österreichischen Waffenfabriks-Gesellschaft. Josef Werndl e la ÖWG realizzarono inizialmente anche opere pubbliche come l'elettrificazione di spazi pubblici.
Grazie all'invenzione del Tabernakelverschlusses, dovuto a Werndl e Karl Holub, nonché con la successiva collaborazione con l'ingegner Ferdinand Mannlicher, la Österreichische Waffenfabrik espanse ulteriormente la produzione di armi da fuoco, con oltre 6 milioni di esemplari prodotti dal 1869 al 1913. Nel 1886 Ferdinand Mannlicher brevettò infatti un sistema d'arma a ripetizione, noto come System Mannlicher che divenne uno standard per il k.u.k. Armee. Con oltre 15.000 dipendenti la ÖWG divenne la più grande fabbrica d'armi d'Europa.
Oltre alla produzione di fucili e pistole per uso militare (per il k.u.k. Heer) vennero prodotti anche fucili da caccia.
Negli anni successivi la produzione venne sempre più diversificata, iniziando la costruzione di biciclette nel 1894. Dal 1919 vi fu anche la produzione di autobus (Steyr Typ III) per le Poste; ne furono prodotti un centinaio fino al 1921. Dal 1920 vennero prodotte anche automobili (Typ II e IV) così come autocarri fino a 3t.
La ÖWG divenne nel 1926 Steyr-Werke AG.